# خورشیدگرفتگی ۱۶ نوامبر ۲۰۵۸
خورشیدگرفتگی ۱۶ نوامبر ۲۰۵۸ (به انگلیسی: Solar eclipse of November 16, 2058) یک خورشیدگرفتگی از نوع خورشیدگرفتگی جزئی است. این خورشیدگرفتگی در تاریخ ۱۶ نوامبر ۲۰۵۸ میلادی (‎۲۵ آبان ۱۴۳۷ خورشیدی) روی خواهد داد که زمان اوج آن، ساعت ۳:۲۳:۰۷ به‌وقت ساعت هماهنگ جهانی است.